# Gråbrun honungsfågel
Gråbrun honungsfågel (Pycnopygius cinereus) är en fågel i familjen honungsfåglar inom ordningen tättingar.

## Utseende och läte
Gråbrun honungsfågel är en medelstor honungsfågel. Ovansidan är olivgrön, undersidan fläckat grå. På hjässan syns viss streckning, medan tydliga vita halvmånar syns ovan ögat och på kinden. Lätet är en ofta upprepad vissling, "chirrup!", eller ett mer melodiskt gärdsmygslikt "chii-pi-dup!".

## Utbredning och systematik
Gråbrun honungsfågel förekommer på Nya Guinea. Clements m.fl. delar in den i tre underarter med följande utbredning:
- Pycnopygius cinereus cinereus – förekommer på nordvästra Nya Guinea (bergstrakter på Vogelkophalvön)
- Pycnopygius cinereus dorsalis – förekommer i Västpapua (Weyland och Nassau)
- Pycnopygius cinereus marmoratus – förekommer på östra Nya Guinea (Adelbertbergen och Huonhalvön)

International Ornithological Congress inkluderar dorsalis i nominatformen.

## Levnadssätt
Gråbrun honungsfågel hittas i medelhöga bergsskogar med ek och intilliggande ungskog. Den är ensamlevande och för en tillbakadragen tillvaro i skogens övre skikt.

## Status
Arten har ett stort utbredningsområde och beståndet anses vara stabilt. Internationella naturvårdsunionen IUCN listar den därför som livskraftig (LC).